# 今日は雨
「今日は雨」（きょうはあめ）は、南こうせつが1976年2月にリリースした1枚目のシングルである。

## 解説
- かぐや姫解散後、南こうせつ初のシングル曲。9万枚を売り上げた。
- 同年発売のアルバム『ねがい』にも、アレンジの異なるアルバムバージョンが収録された。
- B面の「たぬき囃子」はアルバム未収録だったが、2001年に発売された『かぐや姫メンバーズ大全集』の特典CDにて初CD化された。

## 収録曲
1. 今日は雨
  - 作詞:喜多条忠／作曲:南こうせつ／編曲:水谷公生
2. たぬき囃子
  - 作詞／作曲:南こうせつ